# Karel Mladší
Karel (pro odlišení od svého otce zvaný historiky Mladší) (772/773? – 4. prosince 811) byl druhý syn franského krále (a později římského císaře) Karla Velikého a jeho druhé ženy Hildegardy.
Když Karel Veliký rozdělil Franskou říši mezi své syny, designoval svého syna Karla králem Franků. Jeho nejstarší syn Pipin Hrbatý byl kvůli nelegitimnímu původu z dědictví vyloučen, jeho mladší synové Karloman (při korunovaci na italského krále v roce 781 přijal jméno Pipin) a Ludvík Zbožný obdrželi Itálii resp. Akvitánii. Karla jeho otec přežil a po jeho smrti získal celou říši Karlův mladší bratr Ludvík Zbožný, protože rok před Karlem zemřel i Pipin.
Karel byl většinou zaměstnán bojem s Bretonci, kteří na západě tvořili hranici říše a kteří se několikrát vzbouřili, přičemž jejich povstání Karel celkem snadno potlačil. Několikrát také vytáhl proti odbojným Sasům.
Kolem roku 789 navrhl Karel Veliký synovi, aby se oženil s Elffledou, dcerou mercijského krále Offy. Offa trval na tom, aby se zároveň vdala dcera Karla Velikého Berta za Offova syna Ecgfritha. Karel Veliký se urazil, přerušil veškeré kontakty a uzavřel anglosaským obchodníkům své přístavy. Časem však oba panovníci normální vztahy opět navázali a Karel Veliký přístavy otevřel. Po několika letech v roce 796 uzavřel Offa s Karlem Velikym první známou obchodní dohodu v anglických dějinách.
V roce 790 přibral Karla jeho otec ke spoluvládě ve Franské říši a v Sasku a ustanovil ho vládcem v ducatus Cenomannicus (zhruba území pozdějšího hrabství Maine). Karel byl 25. prosince 800 korunován v Římě na krále Franků, ve stejný den, kdy byl jeho otec korunován na římského císaře.
V roce 805 byl Karel vyslán svým otcem, aby donutil k tributární závislosti české kmeny. Franská vojska táhnoucí ze tří směrů do Čech se setkala někde v oharské pánvi, 40 dní neúspěšně obléhala hradiště Canburg a mezitím plenila krajinu v okolí. Frankové vpád do Čech zopakovali o rok později (806), tentokrát úspěšnou výpravu vedl Pipin. Při tažení Franků proti polabským Slovanům v tomtéž roce na jaře porazil Karel srbské kmeny vedené knížetem Miliduchem, který v bitvě padl.
Karel Mladší zemřel v Bavorsku 4. prosince 811 následkem mrtvice a nezanechal po sobě žádné potomky.